# 공융

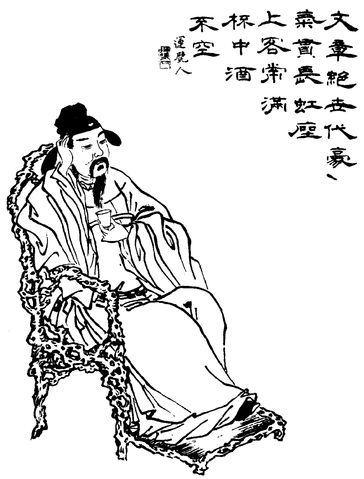
청나라때 그린 공융의 삽화

공융(孔融, 153년~208년 9월 26일(음력 8월 29일))은 중국 후한 말의 정치인으로 자는 문거(文擧)이며 예주 노국 사람이다. 성헌의 의제이다.
배잠(裴潛)은 공융이 왕윤의 부장으로 황건적의 난을 격파한 인물로 대장 하진의 후임자이기도 하였다고 평했다.

## 생애
열 살 때에 당대 최고의 명사인 이응(李膺)의 앞에서 태중대부(太中大夫) 진위(陳煒)를 농락해 인정받았다는 일화가 있다.
그의 7대조 공패(孔覇)는 원제(元帝)의 스승이 되었다가 시중으로 승진했다. 고조부인 공상(孔尙)은 거록태수를 역임했고, 아버지 공주(孔宙)는 태산도위를 역임했다. 공융은 아버지 공주의 7형제 중 6째 아들이었다. 그는 어려서부터 성품이 자유분방하였고 남다른 재능이 있었다.
그는 10살에 부임하는 아버지를 따라서 낙양에 올라갔다. 당시에 하남윤(河南尹)이었던 이응(李膺)은 상당한 명성을 날리고 있었으므로 그의 문하에는 많은 빈객들이 드나들었다. 그러나 당대의 영웅이나 현자, 또는 가문과 통했던 사람들의 자손은 없었다. 10여세의 공융은 이응이라는 사람이 과연 어떤 사람인가를 알고 싶어서 이응의 문도가 되려고 했다. 이응의 집에 도착한 공융은 문지기에게 이렇게 말했다.
"나는 이군(李君)의 가문과 통했던 사람의 자손이오." 라 하자 이응이 공융을 만나서 이렇게 물었다. "고명하신 조상님께서 일찍이 나와 교제를 하신 적이 있는가?", 그러자 공융이 말하길 "그렇습니다. 저의 선군이신 공자와 군의 조상이신 이노군(李老君)께서는 덕과 의를 나란히 하셨으며, 함께 사우로 지내셨습니다. 그러니 저 공융과 군은 대대로 통하는 집안이었습니다." 소년의 주장에 앉아 있던 모든 사람들은 모두 기이한 동자라고 했다. 태중대부 진위(陳煒)가 나중에 방문하자 좌중에 있던 사람이 동자의 발언을 알렸더니 진위는 이렇게 말했다. "어렸을 때 영리하다고 커서까지 반드시 그렇겠는가?"하고 묵살하였다. 그러자 공융은 이렇게 대답했다. "말씀을 듣고 보니 군께서도 어렸을 때 총명했겠습니다." 이응은 크게 웃으며 그가 고명하고 장대하니 반드시 큰 그릇이 될 것이라며 칭찬하였다.
13세에 부친이 돌아가시자 너무 슬퍼한 나머지 지나치게 몸을 상하게 되어 간신히 부축을 받은 후에야 일어났다. 마을 사람들은 모두 그의 효성을 칭찬했다. 성품이 배우는 것을 좋아하여 여러 가지 학문을 두루 섭렵했다.
건안칠자(建安七子)의 한 사람으로, 좌중엔 손님이 가득차고 술잔에는 술이 비지 않았다고 한다. 십상시(十常侍)의 전횡을 비판한 청의파 선비로 유명했으며, 황건적의 난이 일어났을 때는 노식(盧植)의 부장으로 활약했다. 동탁(董卓)이 권력을 잡자 그의 포악함을 비판하다가 북해의 상(相)으로 전출되었다.
당시 북해는 20만을 넘는 기주 황건적의 침입으로 크게 피폐해졌었으나 공융은 황건적을 몰아냄과 동시에 영내에 학교를 세우고 도덕성의 회복을 장려하는 등 통치에 힘썼다. 초평 4년(193년) 공융은 도창(都昌)에 주둔하다가 황건적의 잔당인 관해(管亥)의 습격을 받고 포위되어 위기에 빠졌으나 유비(劉備)와 태사자(太史慈) 등의 도움으로 위기를 모면했으며, 이후 도겸(陶謙)이 죽자 표를 올려 유비를 서주자사로 천거했다.
이후 원담(袁譚)과 거듭 싸움을 벌인 끝에 패하여 영지를 빼앗겼고 처자식까지 모조리 붙잡힌 채로 도망쳤으나, 마침 황제의 부름을 받았으므로 허(許)로 가서 장작대장(將作大匠), 소부(少府) 등의 관직에 임명되었다. 공융은 당시 황제를 옹립하며 점차 야심을 드러내고 있던 조조(曹操)와 자주 대립했는데, 거듭 글을 올려 조조의 정치를 비판하며 망신을 주었다. 조조 역시 공융을 증오하며 꺼렸으나 워낙 공융의 명망이 높았으므로 겉으로는 용인하는 척 했다.
건안 13년(208년) 조조의 형주 정벌에 분개하여 조조를 비판했으나 마침내 조조의 명령으로 처형당했고 가족은 몰살당하였다. 공융에게는 7세 된 딸과 9세 된 아들이 있었다. 아버지인 공융이 잡혀가던 날, 그들 둘은 바둑을 두고 있었다. 그들은 아버지가 잡혀가는 것을 바라보면서도, 꼼짝하지 않고 묵묵히 바둑을 두었다. 사람들은 아이들이 아직 어려서 큰 일이 날 것을 모르고 있다고 생각하고, 빨리 도망하도록 종용하였다. 그러나 공융의 딸은 매우 침착하게 오빠와 바둑을 두며 죽음을 기다렸다.
'새집이 부서졌는데 어찌 알이 깨지지 않겠습니까?'(安有巢毁而卵不破乎)
후에 이 일을 보고 받은 조조는 곧 사람을 보내어 이들 둘을 잡아오도록 하였다. 공융의 딸은 자신들을 잡으러 온 사람들을 보고도, 조금도 겁내지 않고 의연하였다. '죽은 뒤에도 혼령이 있어서 우리들이 부모님과 함께 있을 수 있다면, 이 어찌 가장 즐거운 일이 아닌가?' 어린 소녀의 담담함에 눈물을 흘리지 않는 자가 없었다 한다. 공융의 어린 딸은 말을 마치자 고개 들고 참형당했다. 저서로 《공북해집(孔北海集)》(총 10권), 《천예형표(薦禰衡表)》 등이 있다.

## 예형 천거
공융이 조조에게 예형을 천거하니 예형의 자는 정평이며 문재가 있고 성품이 강직하였다. 황조가 강하태수로 있을 때 아들 황역이 크게 빈객을 모아 잔치를 하는데, 이때 앵무새를 바치는 자가 있자 황역이 이를 기념하기 위하여 앵무부를 짓게 하니 예형은 즉석에서 지어내 문장을 과시하였다. 공융의 거듭된 추천을 받고 조조가 예형을 보고 싶어하였으나 예형은 병을 핑계하고 가지 않았으며, 다시 방자한 말을 하여 조조를 욕하니, 조조가 분노하여 그를 불러서 고사(鼓史)를 삼았다. 조조가 빈객들을 많이 모아 놓고 그들이 보는 앞에서 고사의 복장으로 갈아입게 하여 그를 우세시키려고 했다. 그러나 예형은 서슴없이 어양참과(漁陽參撾)에 따라 북을 쳐 비장한 음절을 낸 다음 다시 조조 앞에 가서 나체로 옷을 갈아입고 북을 치면서 갔다. 공융이 물러가서 그를 꾸짖으며 조조에게 가서 사죄하게 하니, 예형은 거짓 응락하고 조조 문전에 가서 크게 꾸짖어댔다.
대중 앞에서 망신당한 조조가 순간적으로 화가 치밀어 그를 죽이려 하였으나 어진 이를 해쳤다는 이름을 받을까 두려워서 그를 유표에게로 보내버렸다. 유표가 처음에는 그를 소중히 여겼으나 얼마 안 가서 그가 오만하므로 용납하지 못하고 그를 또 강화 태수 황조에게로 보내버렸다. 황조는 급한 성질을 가지고 있었으므로 끝내는 그가 불손한 말을 한다고 죽여버렸는데 그의 나이 겨우 26세였다. 예형의 죽음으로 공융에 대한 조조의 감정은 악화되었다.

## 공융을 섬긴 사람들
※ 무안국 · 종보는 나관중(羅貫中)의 소설 《삼국지연의(三國志演義)》에 등장하는 가공의 인물이다.
- 무안국
- 병원　근구(根矩)
- 손소　장서(長緖)
- 시의　자우(子羽)
- 왕수　숙치(叔治)
- 왕자법
- 유공자
- 유의손
- 좌승조
- 정익　익은(益恩)
- 종보
- 태사자　자의(子義)
- 팽구

## 전기 자료
- 『후한서』 권70, 「열전」60, 공융

## 같이 보기
- 삼국지 인물 목록